# Cổng PS/2

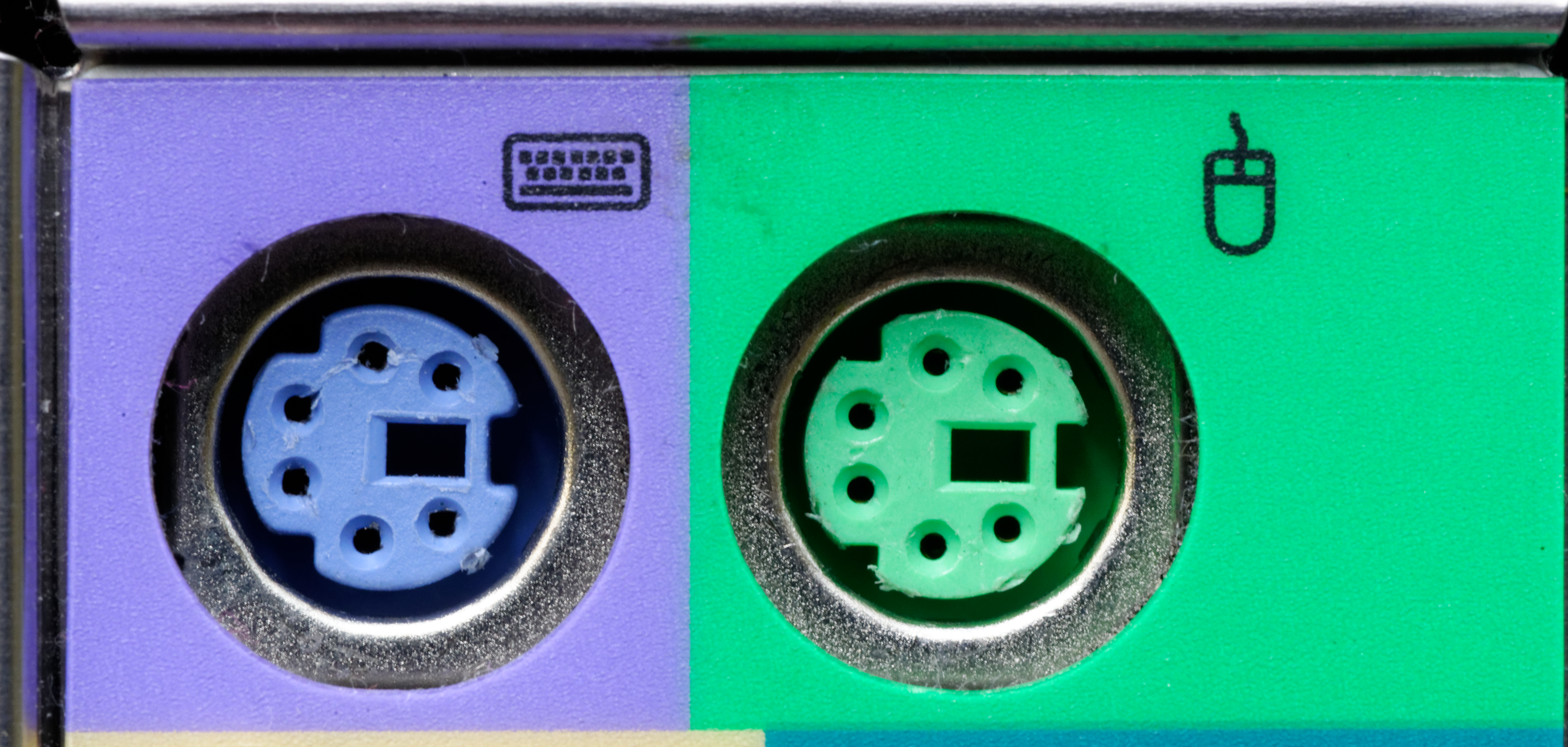
Cổng PS/2 trên một máy tính cá nhân

Cổng PS/2 là một loại cổng máy tính mini-DIN 6 chân, sử dụng giao diện nối tiếp chuyên biệt dành cho chuột và bàn phím của các thiết bị tương thích IBM PC. Tên gọi của nó bắt nguồn từ dòng máy tính cùng tên, IBM PS/2 ra mắt lần đầu năm 1987. Cổng PS/2 bao gồm hai cổng riêng cho chuột và bàn phím, hai cổng này về cơ bản như nhau về số chân và giao thức kết nối; tuy nhiên chúng sử dụng bộ lệnh riêng biệt cùng với quy ước về thứ tự cổng và việc driver thông thường đã bị gán cứng quy ước đấy làm cho hai cổng này không thể kết nối qua lại nhau được, trừ trường hợp một số cổng thiết kế cho dòng IBM ThinkPad và các máy sau này có hỗ trợ song song hai thiết bị được kết nối qua nó.
Ngày nay, cổng PS/2 đã hầu như bị thay thế bởi USB, chỉ có một số máy tính cá nhân vẫn sử dụng các cổng này, và vì một số lí do mà PS/2 vẫn còn ưu điểm hơn USB:
- Bảo mật: Việc sử dụng cổng PS/2 cho phép cổng USB bị vô hiệu hóa, loại bỏ các mối nguy hại từ các thiết bị USB.
- Một số bàn phím USB không thể hoạt động trong môi trường BIOS do không được hỗ trợ, trong khi đó bàn phím PS/2 tuơng thích rộng rãi với BIOS.
- Bàn phím USB không hỗ trợ xử lý nhiều phím đồng thời (n-key-rollover) như PS/2.[2]

Tuy nhiên PS/2 vốn đã là chuẩn cổng cũ nên cũng còn nhiều bất cập như không được thiết kế để hỗ trợ cắm nóng, đầu cắm kém bền do việc rút ra và cắm lại quá thường xuyên và việc một thiết bị được kết nối gặp trục trặc có thể làm cho vi điều khiển PS/2 không hoạt động đúng với tất cả thiết bị kết nối qua PS/2.
1. ↑  "PS/2 Keyboard (IBM Thinkpad) Y adapter pinout and wiring @ old.pinouts.ru". old.pinouts.ru. Truy cập ngày 18 tháng 4 năm 2024.
2. ↑  "Default:USB versus PS/2 - geekhack forums". web.archive.org. ngày 25 tháng 12 năm 2010. Bản gốc lưu trữ ngày 25 tháng 12 năm 2010. Truy cập ngày 18 tháng 4 năm 2024.{{Chú thích web}}:  Quản lý CS1: bot: trạng thái URL ban đầu không rõ (liên kết)